# Bill Kazmaier

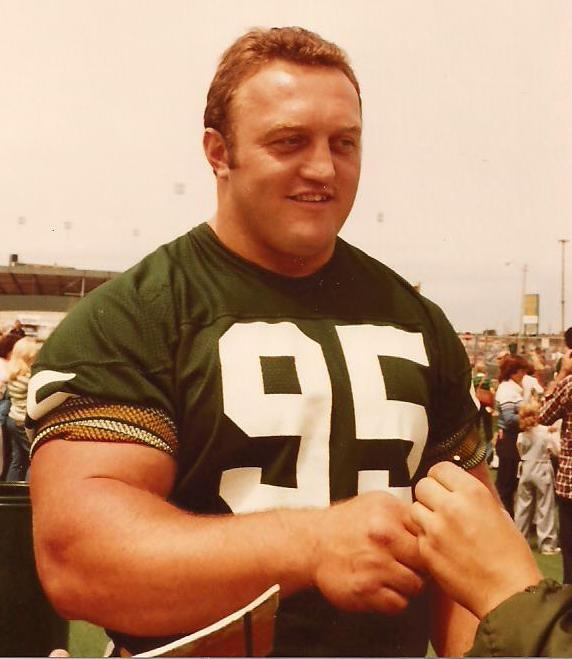
Bill Kazmaier 1981

Bill Kazmaier (* 30. Dezember 1953 in Burlington, Wisconsin) ist ein US-amerikanischer Powerlifter, der drei Mal in Folge (1980, 81 und 82) den Titel World Strongest Man gewinnen konnte. Aufgrund seiner damaligen Bekanntheit wurde er einige Male für die damalige World Wrestling Federation (1986, 1991) als auch für die damalige WCW (1991) als Wrestler verpflichtet.

## Leben
Kazmaiers Großvater wurde 1871 in Deutschland geboren.
Nachdem er 1980 als erster Mensch die Marke von 300 kg (661 lb) im Bankdrücken durchbrechen konnte, bezeichnete er sich selbst als „the strongest man who ever lived“, als „stärkster Man, der je gelebt hat“.
Kazmaier gewann drei Mal in Folge (1980, 81, 82) den Titel „Stärkster Mann der Welt“ (World Strongest Man). 1991 wurde er als „strongest man in the world“ ins Guinness-Buch der Rekorde aufgenommen.

## Körpermaße
- Größe: 191 cm
- Gewicht: 145 bis 155 kg
- Abmessungen:
- 1,52 m Brustumfang
- 58 cm Bizepsumfang
- 43 cm Umfang der Unterarme
- 55 cm Halsumfang
- 1 m Taillenumfang
- 81 cm Oberschenkelumfang
- 52 cm Wadenumfang